# Cercle de Sikasso
Le cercle de Sikasso est une collectivité territoriale malienne dans la région de Sikasso.
Il compte 43 communes : Benkadi, Blendio, Danderesso, Dembela, Dialakoro, Diomaténé, Dogoni, Doumanaba, Fama, Farakala, Finkolo, Finkolo Ganadougou, Gongasso, Kabarasso, Kaboïla, Kafouziéla, Kapala, Kapolondougou, Kignan, Kléla, Kofan, Kolokoba, Koumankou, Kouoro, Kourouma, Lobougoula, Miniko, Miria, Missirikoro, Natien, Niéna, Nongo-Souala, N'Tjikouna, Pimperna, Sanzana, Sikasso, Sokourani-Missirikoro, Tella, Tiankadi, Wateni, Zanférébougou, Zangaradougou et Zaniena.

## Politique
Nanzanga Dissa (Adéma-Pasj) a été réélu président du conseil de cercle le 16 juin 2009.